# (15091) Howell
(15091) Howell est un astéroïde de la ceinture principale.

## Description
(15091) Howell est un astéroïde de la ceinture principale. Il fut découvert le 9 février 1999 à Kitt Peak par le projet Spacewatch. Il présente une orbite caractérisée par un demi-grand axe de 3,23 UA, une excentricité de 0,08 et une inclinaison de 7,3° par rapport à l'écliptique.

## Compléments